# Szent Austremoine
Stremonius vagy Szent Austremonius vagy Szent Stramonius vagy Austromoine, „Auvergne apostola”, Clermont első püspöke volt.
Decius és Gratus (i. sz. 250/251) társcsászárok idején, tours-i Szent Gergely szerint, aki Stremoniusnak említi, Fábián pápa hét püspököt küldött Galliába: Gatianust Tours-ba, Trophimust Arles-ba, Pált Narbonne-ba, Saturninust Toulouse-ba, Dénest Párizsba, Martialt Limoges-ba és Austromoine-t Clermont-ba.
A korabeli pletykák szerint még Cassius szenátort és a pogány papot, Victorinust is megtérítette.
A kultusza a hatodik század középén kezdődött, mikor Cantius – egy diakónus – álmában angyal mutatta meg az elhanyagolt sírt, Issoire-nál. A kilencedik század középén a fejét St.-Yvoine-ba vitték, ami Issoire közelében található. A 10. században a test teljes egészében Issoire-ba került vissza.

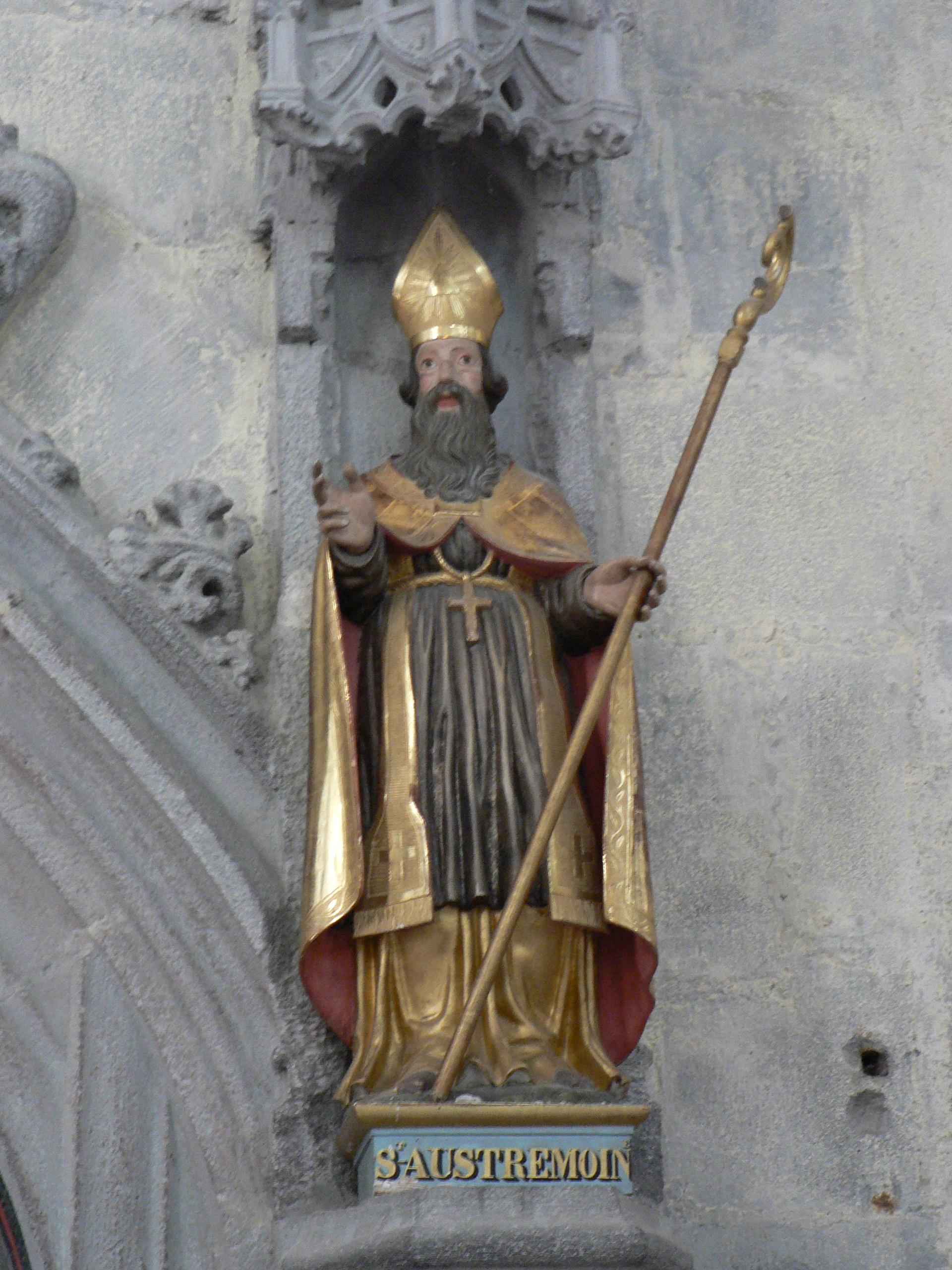
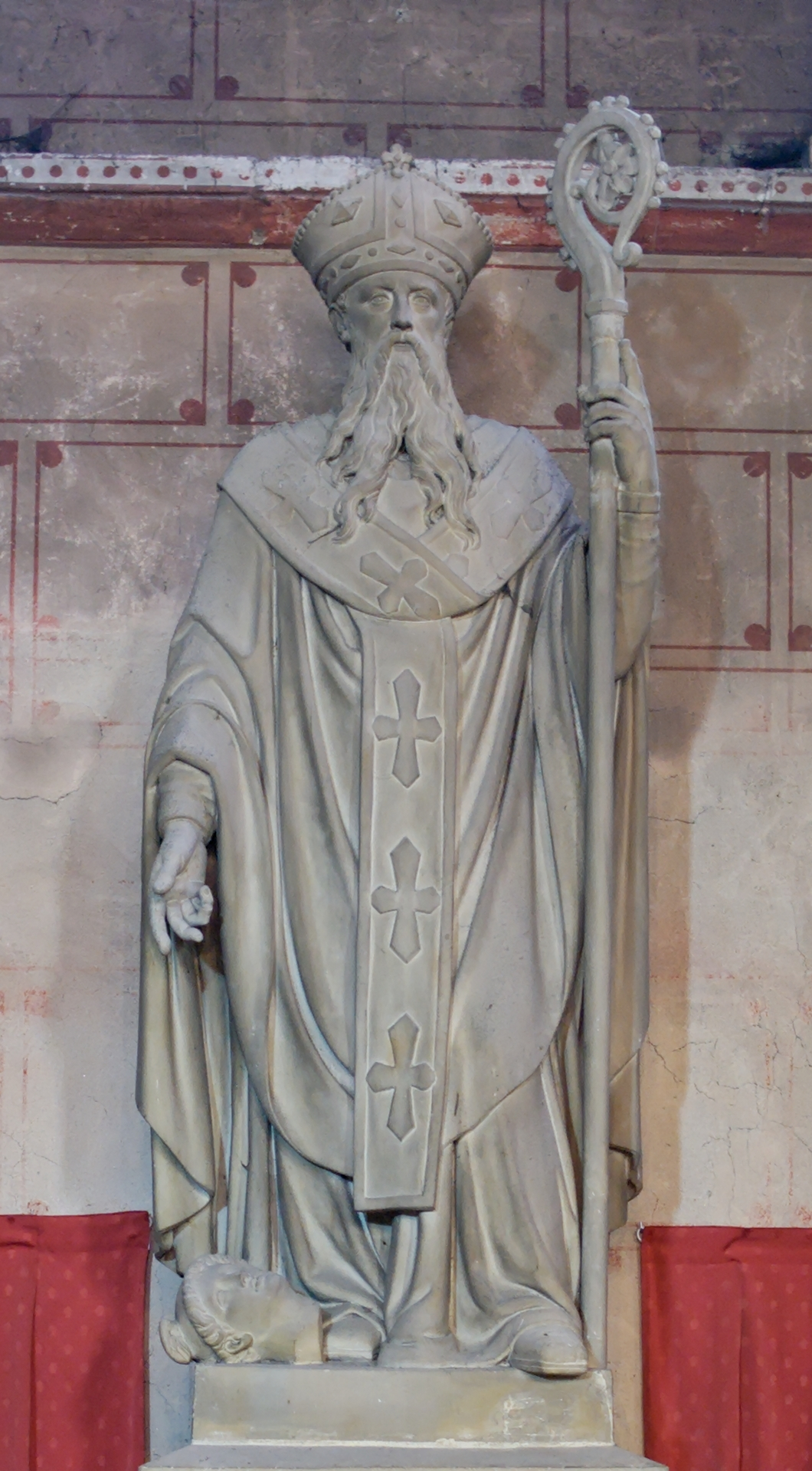
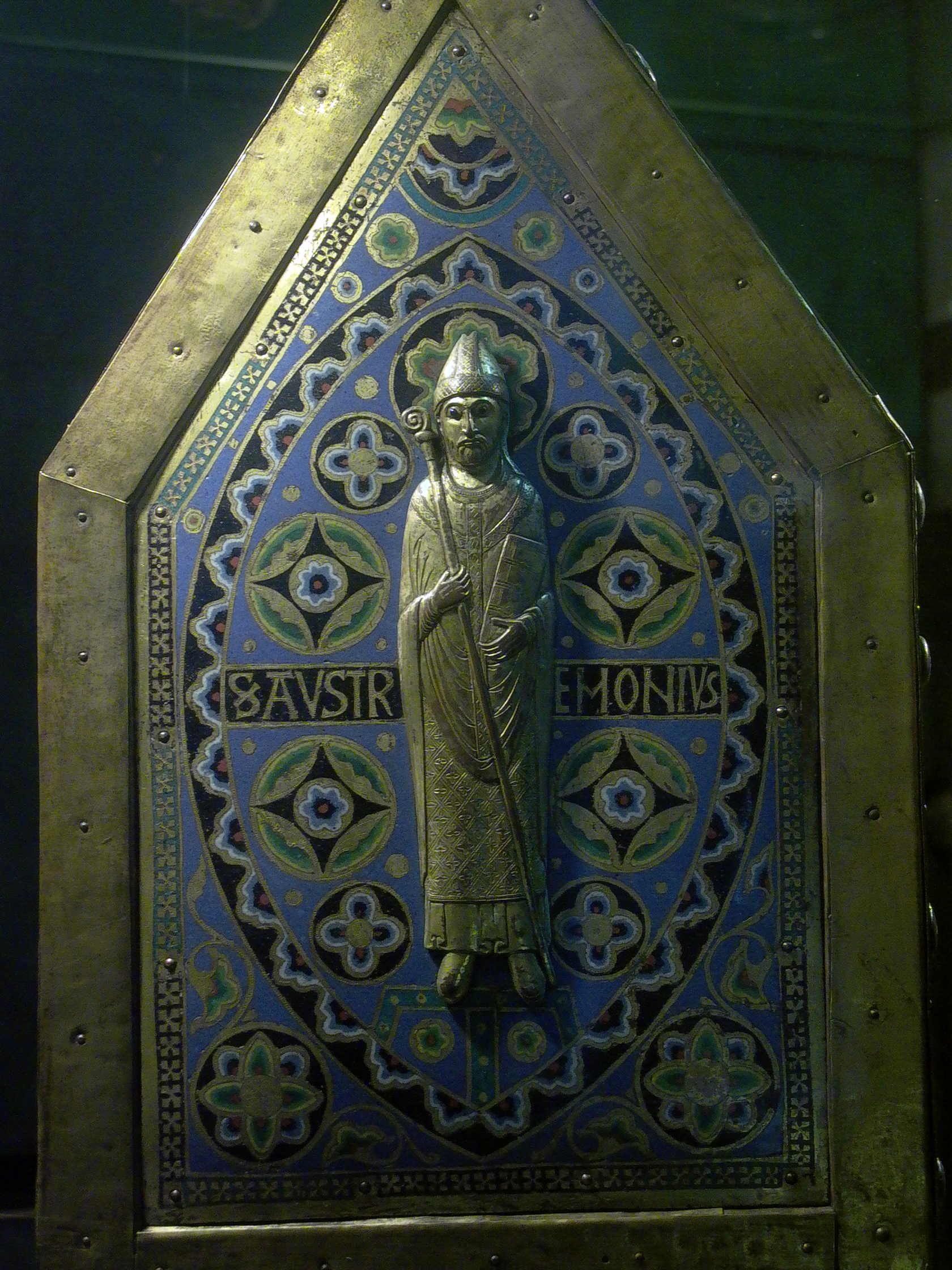
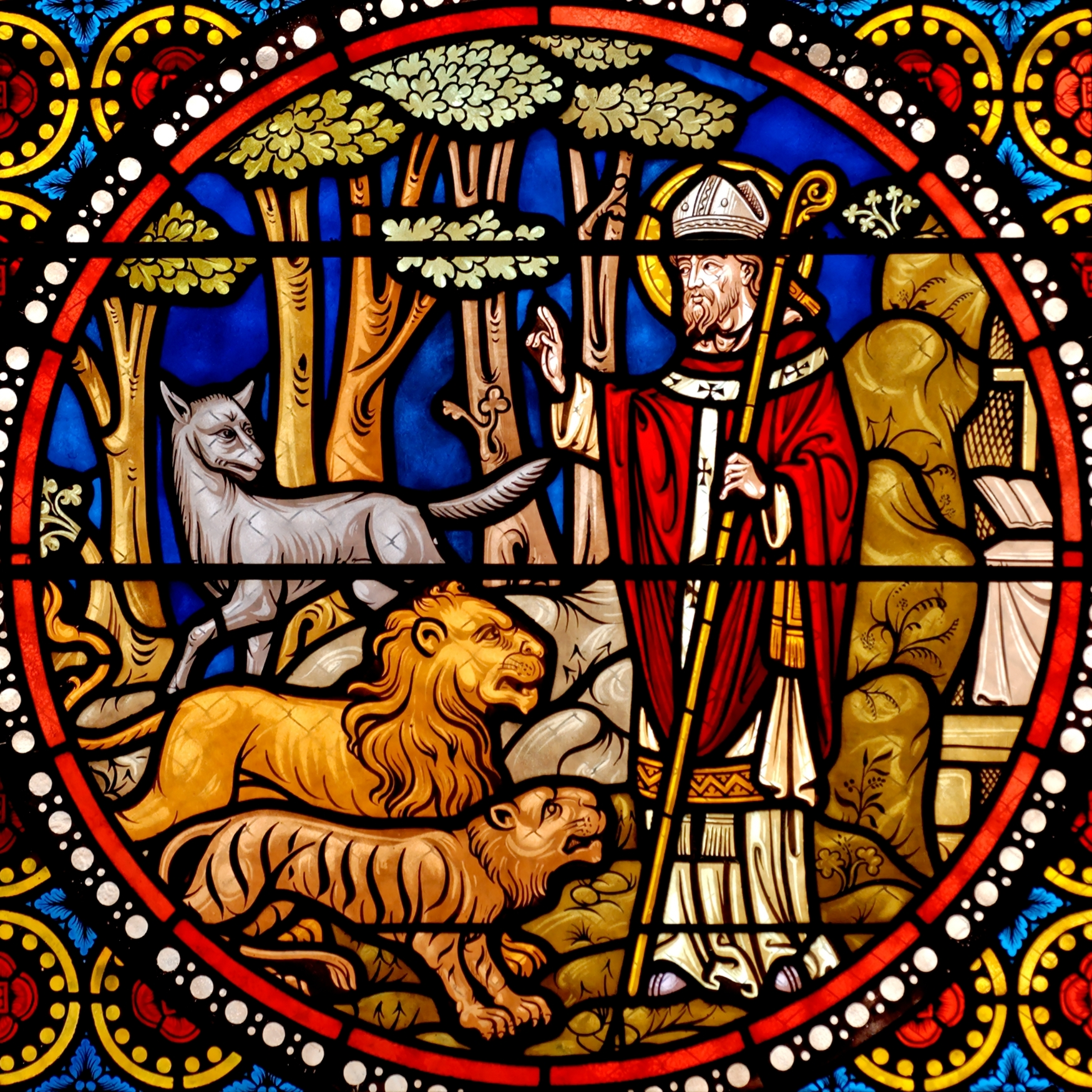
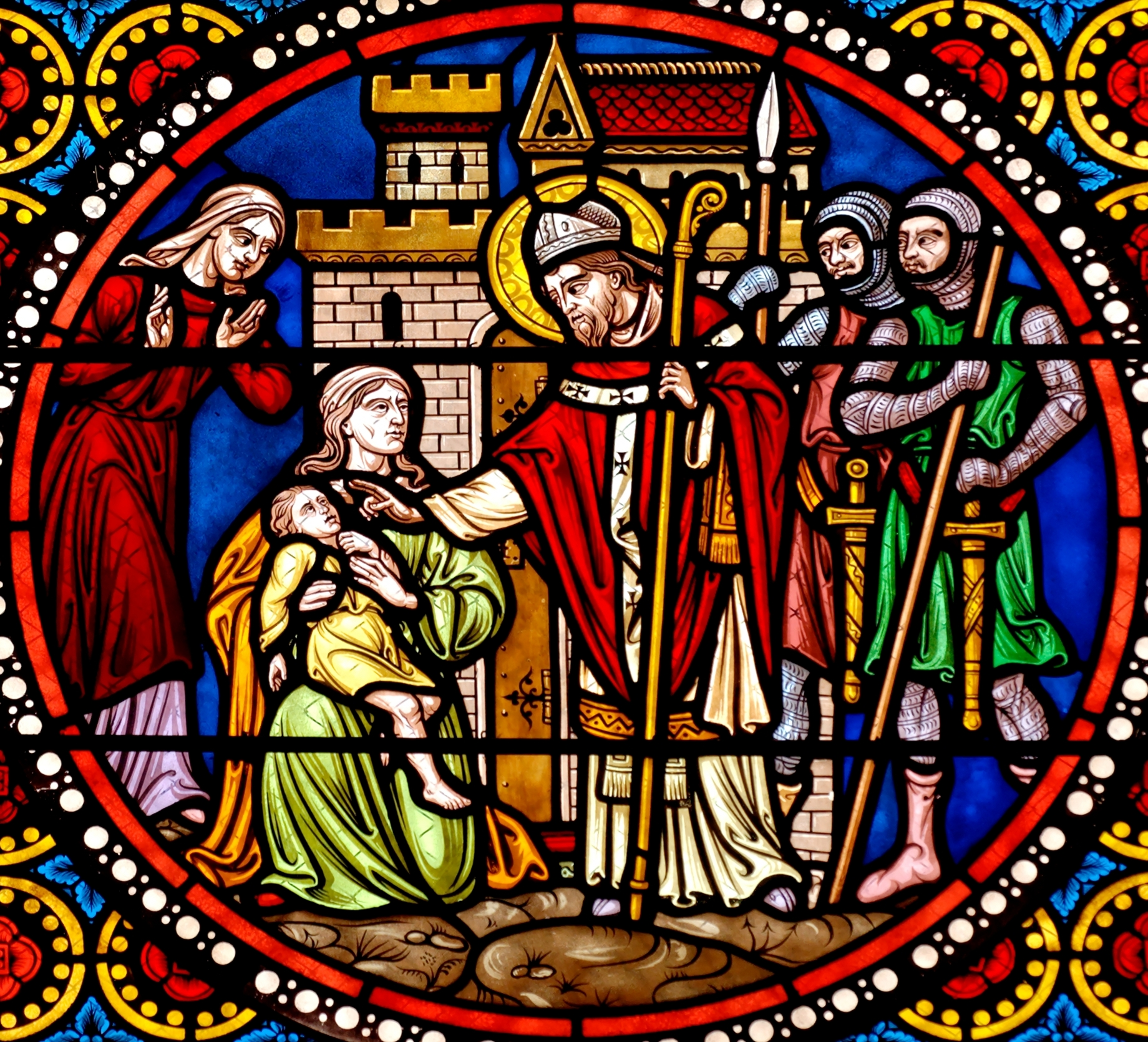
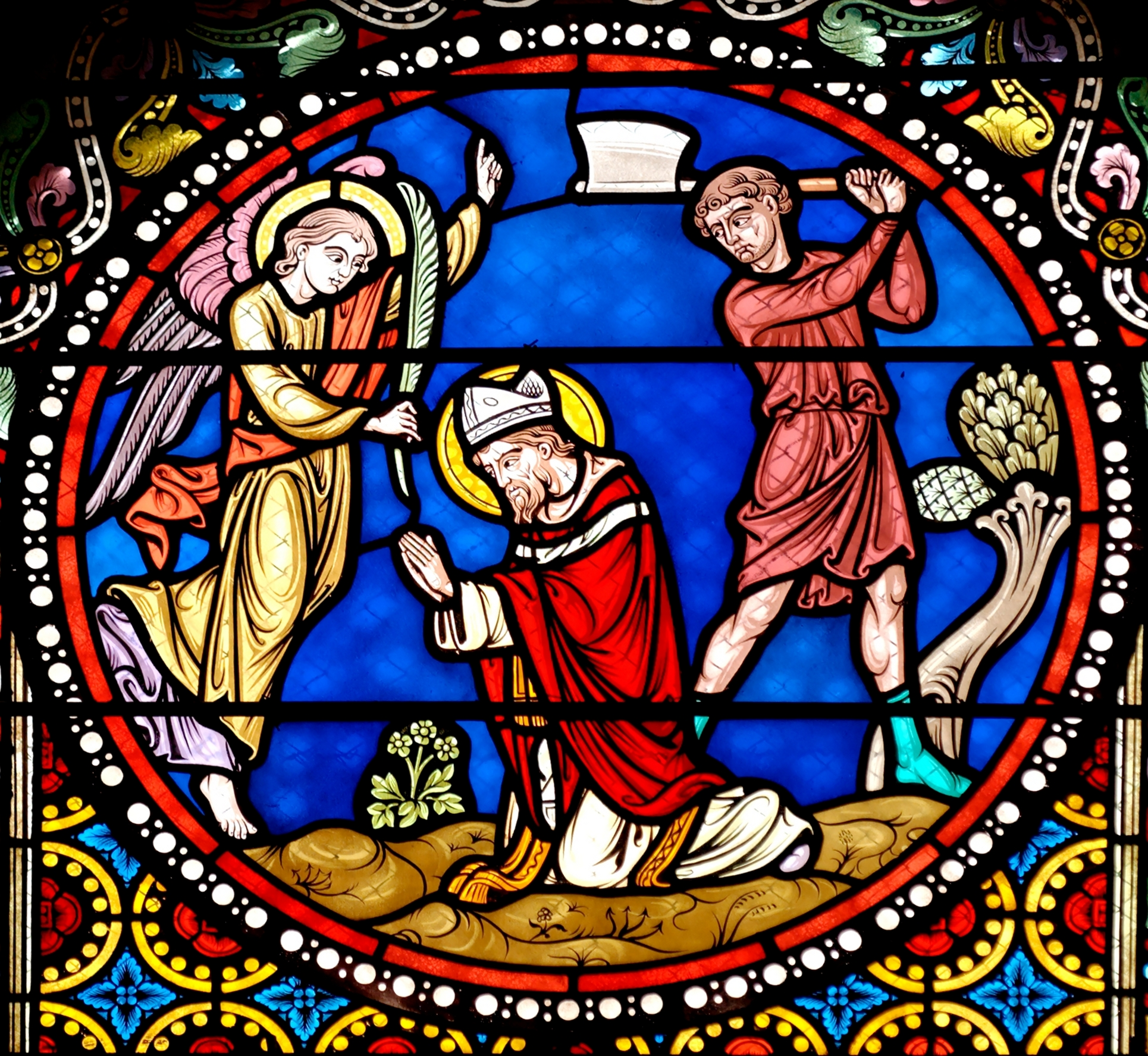

## Külső hivatkozás
- Katolikus enciklopédia (angolul)